# Còdex Trivulziano 1080
El còdex Trivulziano 1080 és un manuscrit conservat a la Biblioteca Trivulziana de Milà que conté el text de La Divina Comèdia de Dante Alighieri, a més dels Capítols de Jacopo Alighieri i alguns poemes de Bosone Novello da Gubbio.
Escrit a Florència cap al 1337 (la qual cosa el converteix en un dels còdexs de La Divina Commedia més antics en circulació) per Francesco di Ser Nardo da Barberino, el manuscrit devia arribar a la zona del Vèneto al segle següent. Després d'haver estat en poder del noble milanès Gian Giacomo Trivulzio (1774-1831), el còdex va passar a formar part de la Biblioteca Trivulziana a partir de 1935.
El document té unes dimensions de 38x27 cm. Escrit sobre pergamí amb tipografia gòtica i en una elegant cancelleria, el còdex es va enriquir amb les miniatures del Mestre de les Efígies Dominicanes i pertany al Danti del Cento. Trivulzio va fer enquadernar el còdex amb una elegant coberta de cuir vermell amb un escrit en or que hi posaː Dante m (ano) s (critt) o de 1337. An(ni) 16 dopo la morte del poeta.